# Igreja de Nossa Senhora da Conceição (Ferreira do Alentejo)
A Igreja de Nossa Senhora da Conceição, originalmente conhecida como Ermida de Sâo Pedro, é um edifício religioso na vila de Ferreira do Alentejo, em Portugal.

## Descrição e história
A igreja tem acesso pela rua Professor Mariano Feio, em Ferreira do Alentejo. Apresenta uma fachada de forma discreta, decorada com barras azuis. No seu interior, encontra-se uma imagem de Nossa Senhora da Conceição, que terá sido transportada pelo fidalgo Cristovão Estribeiro, natural de Ferreira do Alentejo, que acompanhou Vasco da Gama na viagem marítima para a Índia. O arco cruzeiro da igreja está coberto com um painel de azulejos do século XVII, que é considerado como único na Península Ibérica.
A Igreja data do século XVII, denominando-se originalmente de Ermida de São Pedro.